# USS Fanning (DD-385)
DD 385 Fanning (Корабль соединённых штатов «Фэннинг») — американский эсминец типа «Мэхэн».
Заложен на верфи Bethlehem Steel 10 апреля 1935 года. Спущен 18 сентября 1936 года, вступил в строй 8 октября 1937 года.
Выведен в резерв 14 декабря 1945 года. Из состава ВМС США исключён 28 января 1947 года.
Продан 6 января 1948 года и разобран на слом.